# Brief van Paulus aan de Filippenzen
De brief van Paulus aan de Filippenzen (vaak kortweg Filippenzen genoemd) of brief van Paulus aan de Filippiërs is een van de boeken in het Nieuwe Testament van de Bijbel. Het is een van de brieven van Paulus waarvan het auteurschap onbetwist is. De brief is gericht aan de gemeente in Filippi en werd geschreven in het Koinè-Grieks.
De brief behoort met de brief aan de Efeziërs, de brief aan de Kolossenzen en de brief aan Filemon tot de vier "gevangenisbrieven", omdat in deze brieven gesteld wordt dat ze vanuit de gevangenis geschreven zijn (Efeziërs 4:1; Kolossenzen 4:3; Filippenzen 1:7,13,17; Filemon 1:1,9).

## Waar geschreven en datering
De brief werd door Paulus geschreven terwijl hij "in banden", in gevangenschap, verkeerde (1:7-13). De plaats waar hij gevangen zit kan dan Caesarea of Rome zijn. Dit laatste is waarschijnlijker. Allereerst is οἰκίας Καισαρος, oikias Kaisaros "zij die in dienst van de keizer staan" (4:22) meer van toepassing op Rome dan op Caesarea. Hoewel πραιτωρίῳ, praitōriō, "hoofdkwartier" (1:13) niet noodzakelijk de hoofdstad aanduidt, is het hier wel meer op van toepassing. Maar de hele toon van de brief wekt de indruk dat Paulus verwacht dat er spoedig een beslissing in zijn zaak zal worden genomen. In Caesarea was daar geen sprake van.
De datering van de brief komt daarmee waarschijnlijk op 62 of eind 61 en is daarmee waarschijnlijk qua datering de vijfde brief van Paulus die in het Nieuwe Testament is opgenomen. De volgorde in het Nieuwe Testament is op afnemende omvang, niet chronologisch.

## De gemeente

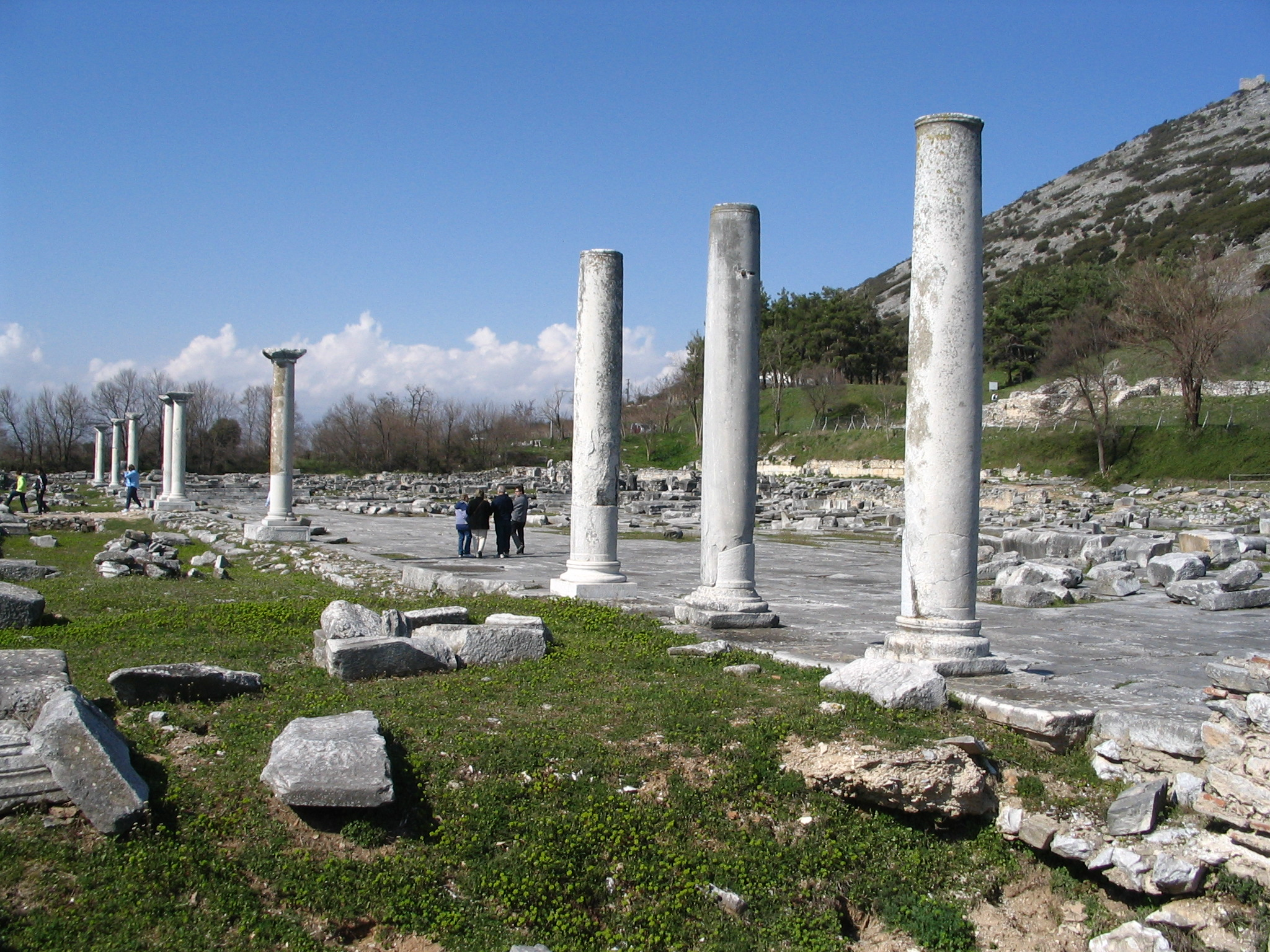
Ruïnes van Filippi.

De gemeente in Filippi was de eerste christelijke kerk in Europa. Haar ontstaan wordt beschreven in Handelingen 16:9-40. Er bestond een bijzondere band tussen de christelijke Filippenzen en Paulus. Van alle gemeenten waren zij de enige gemeente die Paulus ondersteunden met hun gaven, iets waarvan hij dankbaar getuigt (Handelingen 20:33-35; 2 Korintiërs 11:7-12; 2 Tessalonicenzen 3:8).
De financiële vrijgevigheid van de Filippenzen komt uitdrukkelijk naar voren (4:15). Dit was een algemeen kenmerk van de Macedonische gemeenten, het blijkt ook uit 2 Korintiërs 8 en 9. Het is daarbij opmerkelijk dat de Macedonische bekeerlingen over het algemeen arm waren (2 Korintiërs 8:2).

## Inhoud
In de kern is deze brief een aanbevelingsbrief die Paulus schreef voor een helper die niet helemaal aan de verwachtingen voldeed. Het toevallige karakter ervan is een kenmerk van authenticiteit.
Uit de inhoud van de brief blijkt dat de vroegstbekeerde christenen in Filippi zich zorgen maakten over hun spontaan gegroeide positie van leiderschap (4:1-3), een positie die op het punt stond overgenomen te worden door bisschoppen en diakenen (1:1). Er blijkt ook uit de brief dat de eschatologische spanning (dat de wederkomst van Jezus elk moment kon plaatsvinden) afnam (1:6,10; 2:16; 4:5) en daardoor de saamhorigheid van mensen die samen op weg zijn (3:20) verloren dreigde te gaan (2:1-5).
Sommigen probeerden die spanning vast te houden door het cultiveren van charismatische gaven, maar deze dreigden te ontaarden in persoonlijke privileges, terwijl ze dienend moesten zijn aan de kerkgemeente. Anderen hadden juist helemaal afscheid genomen van de christelijke toekomstverwachtingen en vonden dat zij het doel al hadden bereikt (3:12,15) en waren levensgenieters geworden, waardoor zij vijanden van het geloof waren geworden (3:18-19). Tussen deze twee uitersten stond het eenvoudige kerkvolk, dat deze ontwikkelingen niet volgde, maar wel voelde dat vervolging dreigde (1:27-30).
Paulus stelde zichzelf als voorbeeld voor de kerkgemeente (3:17; 4:9). Ook al was zijn bezoek aan hen maar kort geweest, zij moesten blijven denken aan de strijd die hij voerde (1:30) en zich gesterkt voelen door zijn liefde voor hen (1:8; 4:1). Paulus dacht altijd met vreugde terug aan de tijd bij hen (1:3-5, 7-8) en spoorde hen ook aan daaruit vreugde te putten (1:18; 3:1; 4:4).
Paulus dacht dat hij snel zelf naar hen zou kunnen komen, maar om hen te sterken stuurde hij Timoteüs naar hen (2:19-23). Hij stuurde ook Epafroditus terug; deze wilde graag terug naar Filippi, omdat hij doodziek was geweest (2:25-30).

## Theologie
De leerstellige delen van de brief hebben een nauwe relatie met de brief van Paulus aan de Efeziërs. Vergelijk bijvoorbeeld Filippenzen 3:20 met Efeziërs 2:12,19; In beide wordt de Kerk voorgesteld als staat, waarvan de gelovigen burgers zijn.
In zowel Filippenzen 2:5-11 als Efeziërs 1:17-23 en Kolossenzen 1:15-20 wordt in vrijwel vergelijkbare bewoordingen ingegaan op de heerlijkheid van Christus.

## Euodia en Syntyche
In 4:2 dringt Paulus erop aan dat Euodia en Syntyche hun meningsverschillen bijleggen. Hij vraagt zijn trouwe metgezel hen daar bij te helpen; waarschijnlijk bedoelt hij hiermee Epafroditus, die in die tijd bij hem was. De twee vrouwen hebben immers met hem meegestreden in de prediking van het evangelie. De tekst is mogelijk een aanwijzing dat vrouwen in de vroege Kerk een kerkelijk ambt droegen en mogelijk in sommige gemeenten preekten.